# Epectris aenobarbus
Epectris aenobarbus är en spindelart som beskrevs av Brignoli 1978. Epectris aenobarbus ingår i släktet Epectris och familjen dansspindlar.
Artens utbredningsområde är Bhutan. Inga underarter finns listade i Catalogue of Life.